# Rodný dům Jána Hollého
Rodný dům Jana Hollého se nachází ve středu obce Borský Mikuláš v okrese Senica. Tento jednoduchý dům byl postaven v druhé polovině 18. století. Je historickou památkou. Má pouze dvě místnosti: černou kuchyň a jeden pokoj, který sloužil jako jídelna, ložnice i jako obývák. V kuchyni se nachází ohniště s otevřeným komínem (střecha byla slaměná a kouř stoupal na půdu) a v pokoji je postel, stůl, kamna a několik málo kusů nábytku. Okna nebyla zasklená, zavřít je lze jen díky okenicím.
Na domě je pamětní tabule a v zahradě se nachází socha sedícího Jána Hollého od Jána Koniarka.